# Egidio Fazio
Egidio Fazio (Garessio, 1º settembre 1872 – Garessio, 20 luglio 1957) è stato un politico e partigiano italiano.

## Biografia
Egidio Fazio nacque a Garessio il 1º settembre 1872. Fu avvocato e uomo politico liberale.
Fu eletto deputato nel 1921 nella lista capeggiata da Giovanni Giolitti; dopo un iniziale appoggio al governo Mussolini, dopo il delitto Matteotti passò decisamente all'opposizione e, dopo la proclamazione delle leggi eccezionali fasciste del 1926, si appartò dalla vita politica; alla caduta di Mussolini, il primo governo Badoglio lo nominò commissario prefettizio della provincia di Cuneo; entrato nella Resistenza come fiduciario del Partito Liberale Italiano (PLI) nel Comitato di Liberazione Nazionale (CLN) regionale piemontese, partecipò in tale veste alla Guerra di liberazione e fu anche arrestato dai fascisti; nel luglio del 1945 fu nominato presidente della provincia di Cuneo e nel 1946 fu designato alla Consulta nazionale; nel 1948 fu eletto al primo Senato della Repubblica.
Morì a Garessio il 20 luglio 1957.